# Équipe cycliste Ignis
 (janvier 2018).
Si vous disposez d'ouvrages ou d'articles de référence ou si vous connaissez des sites web de qualité traitant du thème abordé ici, merci de compléter l'article en donnant les références utiles à sa vérifiabilité et en les liant à la section « Notes et références ».
Ignis est une équipe italienne masculine de cyclisme sur route, qui a existé de 1955 à 1966. C'est l'équipe avec laquelle Miguel Poblet a remporté la plupart de ses succès.

## Principales victoires
- Milan-San Remo: Miquel Poblet (1957, 1959)
- Milan-Turin: Miquel Poblet (1957)
- Tour du Levant: Bernardo Ruiz (1957), Antonio Gómez del Moral (1964)
- Tour de Suisse: Pasquale Fornara (1958)
- Tour d'Émilie: Ercole Baldini (1959), Pierino Baffi (1960), Bruno Mealli (1962)
- Tour de Catalogne: Miquel Poblet (1960)
- Grand Prix des Nations: Ercole Baldini (1960)
- Tour de Romagne: Giorgio Tinazzi (1960)
- Trofeo Laigueglia: Marino Vigna (1965)
- Flèche wallonne: Roberto Poggiali (1965)

## Résultats sur les grands tours
| - Tour d'Italie : - 10 participations (1955, 1956, 1957, 1958, 1959, 1960, 1961, 1962, 1964, 1965) - 25 victoires d'étape : - 4 en 1957: Miquel Poblet (4) - 3 en 1958: Miquel Poblet (3) - 3 en 1959: Miquel Poblet (3) - 7 en 1960: Dino Bruni (2), Miquel Poblet (3), Pierino Baffi, Roberto Falaschi - 3 en 1961: Miquel Poblet (3) - 3 en 1962: Giuseppe Tonucci, Bruno Mealli, Alberto Assirelli - 2 en 1965: Adriano Durante (2) - 0 classement final - 1 classement annexe : - Classement par équipes : (1960) | - Tour de France : - 2 participations (1962, 1965) - 2 victoires d'étape : - 1 en 1962: Rino Benedetti - 1 en 1965: Adriano Durante - Tour d'Espagne : - 1 participation (1958) - 0 victoire d'étape |

## Liens
- FirstCycling